# 王貽興
王貽興（英語：Ong Yi Hing，1977年1月9日—），香港男作家、電視節目主持及演員。

## 簡歷
王貽興小學和中學皆就讀慈幼學校及慈幼英文學校，中學預科則就讀文理書院，在香港中學會考中得到18分，並以香港高考3A成績入讀香港中文大學。2001年從香港中文大學新亞書院中文系畢業，是董启章教授的學生。
王貽興於21歲時憑《無城有愛》獲得香港中文文學雙年獎「2001年 － 2002年度小說組」獎項，是該獎項創立以來最年輕得獎者。其寫作题材及種類多樣，創作以小說為主，作品散見於《香港文學》、《文學世紀》、《當代文學》、《作家》、《明報》、《elle》、《sister life》和《士多》等雜誌，現為《太陽報》及《成報》副刊專欄作家。曾多次擔任中文大學崇基學院寫作班及寫作營助教，並為第九屆香港獨立短片比賽青少年組、學生中文故事創作比賽、第二屆澳門原創歌曲比賽任評審和評判；曾接受澳門電台《週日phone in show》、無綫電視《文化廣場》及香港電台《開卷樂》等節目訪問。
另外，王貽興亦擔任過多部廣播劇、電視劇、電影的編劇和主持多個電視節目，包括無线電視、亞洲電視和商業電台，也曾於幕前演出如 MTV 和獨立單元劇；早期曾獲邀主持新巴《文化新資訊》節目首15集，現為香港電台網上頻道《文字影院》策劃及主持、有線電視27台《I chat 聊天室》節目主持及叱吒903《陳占公演》嘉賓主持及廣播劇《八王子》、《蔣生傳奇》編劇。小說作品獲改編為香港電台電視部《現代童話》節目劇集，作品《白袍人》曾收入《 2001 中國香港最佳文學》。
2004年，他於TeenPower中與唐詩詠主持《戀愛二人前》，同年亦跟深雪主持《文字影院I》。2006年，他又主持叱吒903節目《交換日記》、無綫電視節目《最緊要正字》，以及香港電台節目《藝行四方》。2007年，他簽約無綫電視，成為旗下藝員，主持多個節目《一網打盡》、《謎》、《最緊要進步》等。2008年，王貽興與吳君如及阮子健主持叱吒903節目《嘩嘩嘩打到嚟！2008》。2016年於報章訪問中宣佈已和無綫提前解約。同年，他監製無綫電視文學節目《香港筆迹》，在節目中走訪了香港多位殿堂级文人學士，如倪匡、金庸、梁文道、馬家辉、董橋、林燕妮、蔡瀾、亦舒、張小嫻、許子東、林夕、素黑、黄偉文、鄭國江、鄧小樺、張翠容、蕭若元、王晶、甘國亮等。
2011年，王貽興出版新作《空转人生》，並首次在中國大陸出版；同年起主持亞視節目《11點後特區》。2014年，他重返無綫電視主持《我要做老闆》。2017年﹐他就主持 ViuTV 節目《晚吹》的「書到用時」環節。2018年，他首次以導演及編審身份，參與製作 ViuTV 劇集《VR驅魔人》，且為主題曲填詞和飾演「皮蛋王」一角；翌年在「Men Club」網站裡撰寫一篇以「姣精（騷貨）」為題的專欄文章影射「安心偷食事件」，當中言論雖沒有指名道姓，卻被網民批評他將男性出軌行為合理化和不尊重女性。

## 著作
- 《無城有愛》發售日期：2002年12月、ISBN 962-867-894-9（蟻窩出版社）
- 《鐵人甲》發售日期：2003年1月、ISBN 962-867-893-0（蟻窩出版社）
- 《十八相送》發售日期：2003年6月、ISBN 962-867-897-3（蟻窩出版社）
- 《一半的房子、一半的他》發售日期：2004年3月、ISBN 962-932-074-6（陳湘記）
- 《八王子1》發售日期：2005年7月、ISBN 988-986-032-5（青春文化）與少爺占合著
- 《八王子2》發售日期：2005年7月、ISBN 988-986-033-3（青春文化）與少爺占合著
- 《路中拾遺》發售日期：2005年7月、ISBN 988-211194-7（天地圖書）
- 《無城有愛》發售日期：2006年5月、ISBN 978-988-999135-7（青春文化、皇冠出版社聯合出版）
- 《鐵人甲》發售日期：2006年7月、ISBN 988-991841-2（青春文化、皇冠出版社聯合出版）
- 《交換日記》發售日期：2006年7月、ISBN 988-991848-X（青春文化、皇冠出版社聯合出版）與少爺占合著
- 《最好的黃昏》發售日期：2006年7月、ISBN 988-991842-0（青春文化、皇冠出版社聯合出版）
- 《說一聲我愛你》發售日期：2007年2月、ISBN 978-988-996202-9（青春文化、皇冠出版社聯合出版）

與梁望峰、楊一沖、陳詠燊、Wasabi合著
- 《十八相送》發售日期：2007年4月、ISBN 978-988-996205-0（青春文化、皇冠出版社聯合出版）
- 《交換日記5》發售日期：2007年5月、ISBN 978-988-996206-7（青春文化、皇冠出版社聯合出版）與少爺占合著
- 《趕走錯別字》發售日期：2007年6月、ISBN 978-962-672-610-5（星島 / 星文社 / 星島教育）
- 《關於愛情》發售日期：2007年7月、ISBN 978-988-996216-6（青春文化、皇冠出版社聯合出版）
- 《關於旅行》發售日期：2007年12月、ISBN 978-988-999864-6（青春文化、皇冠出版社聯合出版）
- 《愛情作孽》發售日期：2008年7月、ISBN 978-962-899365-9（日閱堂）
- 《素晴^.^日子》發售日期：2008年7月、ISBN 978-962-861126-3（新人才文化）
- 《幸福在右邊》發售日期：2008年7月、ISBN 978-962-893264-1（青馬文化）
- 《預冬撈men》發售日期：2008年7月、ISBN 978-962-899366-6（日閱堂）
- 《繼續革命》發售日期：2008年7月、ISBN 978-988-999870-7（青春文化）與少爺占合著
- 《原來戀愛》發售日期：2009年3月、ISBN 978-962-899415-1（日閱堂）
- 《幸福在右邊（別注版）》發售日期：2009年4月、ISBN 978-988-802112-3（青馬文化）
- 《原來戀愛2》發售日期：2009年6月、ISBN 978-988-802625-8（日閱堂）
- 《一路走來》發售日期：2009年6月、ISBN 978-988-802623-4（日閱堂）
- 《拮大髀的情書》發售日期：2009年7月、ISBN 978-988-802631-9（日閱堂）
- 《嘩嘩嘩戀到嚟（上）》發售日期：2009年7月、ISBN 978-988-802632-6（日閱堂）
- 《嘩嘩嘩戀到嚟（下）》發售日期：2009年7月、ISBN 978-988-802633-3（日閱堂）
- 《快樂原是一場誤會》發售日期：2009年7月、ISBN 978-988-802629-6（日閱堂）
- 《草食男與肉食女》發售日期：2009年7月、ISBN 978-988-802628-9（日閱堂）
- 《Happy Money》發售日期：2009年7月、ISBN 978-988-802630-2（日閱堂）
- 《人生要閃閃亮亮》發售日期：2009年7月、ISBN 978-988-802627-2（日閱堂）
- 《男人不夠gentlemen，女人不夠feminine》發售日期：2009年7月、ISBN 978-988-802622-7（日閱堂）
- 《熱血才是王道》發售日期：2009年7月、ISBN 978-988-802626-5（日閱堂）
- 《超人阿宅1》發售日期：2009年7月、ISBN 978-988-802141-3（青馬文化）
- 《超人阿宅2》發售日期：2009年7月、ISBN 978-988-802142-0（青馬文化）
- 《我‧一個人住》發售日期：2009年7月、ISBN 978-988-183942-8（尚方文化）
- 《我倆‧個人住》發售日期：2009年7月、ISBN 978-988-183943-5（尚方文化）
- 《無城有愛》發售日期：2009年11月、ISBN 978-988-802156-7（青馬文化）
- 《夢想力》發售日期：2009年12月、ISBN 978-988-802704-0（日閱堂）
- 《一半的房子，一半的他》發售日期：2010年1月、ISBN 978-988-802165-9（青馬文化）
- 《原來戀愛 3》發售日期：2010年2月、ISBN 978-988-802716-3（日閱堂）
- 《我們都是旅人形》發售日期：2010年4月、ISBN 978-988-802750-7（日閱堂）
- 《空轉人生》發售日期：2010年6月、ISBN 978-988-802737-8（日閱堂）
- 《人生一路》發售日期：2010年6月、ISBN 978-988-802788-0（日閱堂）
- 《旅人形－江戶亂步》發售日期：2010年7月、ISBN 978-988-802789-7（日閱堂）
- 《寫給愛情的傷逝備忘》發售日期：2010年7月、ISBN 978-988-802790-3（日閱堂）
- 《什麼口感》發售日期：2010年7月、ISBN 978-988-802791-0（日閱堂）
- 《男人食肆》發售日期：2010年7月、ISBN 978-988-802792-7（日閱堂）
- 《見微知博》發售日期：2010年7月、ISBN 978-988-808124-0（日閱堂）
- 《是不是這樣的日記你才會這樣的寫給我》發售日期：2010年7月、ISBN 978-988-187487-0（BOOKGUYS）少爺占合著
- 《王貽興中篇小說選》發售日期：2010年10月、ISBN 978-988-808167-7（日閱堂）
- 《原來戀愛 4》發售日期：2011年1月、ISBN 978-988-808193-6（日閱堂）
- 《我不很愛你了》發售日期：2011年5月、ISBN 978-988-808218-6（日閱堂）
- 《蝴蝶原來色盲》發售日期：2011年6月、ISBN 978-988-808250-6（日閱堂）
- 《我們相愛》發售日期：2011年6月、ISBN 978-988-808279-7（CULT 1+1）與周潔合著、王貽興統籌
- 《寂寞寂寞就好》發售日期：2011年7月、ISBN 978-988-808243-8（日閱堂）
- 《空轉人生2》發售日期：2011年7月、ISBN 978-988-808284-1（日閱堂）
- 《到了我們這年紀，愛情只是──》發售日期：2011年7月、ISBN 978-988-808283-4（日閱堂）
- 《牛頭．馬嘴－30-70隔幾代食話》發售日期：2011年7月、ISBN 978-988-808279-7（CULT 1+1）與唯靈合著
- 《尋找老北京》發售日期：2011年7月、ISBN 978-988-808262-9（CULT 1+1）王貽興、Nacal Yung
- 《那件瘋狂的小事叫愛情》發售日期：2011年12月、ISBN 978-988-813438-0（日閱堂）
- 《原來戀愛5》發售日期：2012年1月、ISBN 978-988-813450-2（日閱堂）
- 《型男．變身術》發售日期：2012年2月、ISBN 978-988-182368-7（龍文化）
- 《心跳回憶》發售日期：2012年3月、ISBN 978-988-813464-9（CULT 1+1）與周潔合著、王貽興統籌
- 《一路走來2》發售日期：2012年4月、ISBN 978-988-813486-1（日閱堂）
- 《節日的憂鬱》發售日期：2012年6月、ISBN 978-988-813522-6（日閱堂）
- 《甜品書》發售日期：2012年7月、ISBN 978-988-813514-1（CULT 1+1）與周潔合著、王貽興統籌
- 《忠孝公路》發售日期：2012年7月、ISBN 978-988-813515-8（日閱堂）與少爺占合著
- 《原來戀愛6》發售日期：2012年7月、ISBN 978-988-813534-9（日閱堂）
- 《對,我犯賤－－101條明知故犯的愛情問題》發售日期：2012年7月、ISBN 978-988-813533-2（日閱堂）
- 《空轉人生3》發售日期：2012年7月、ISBN 978-988-813564-6（日閱堂）
- 《我可能不再愛你》發售日期：2012年10月、ISBN 978-988-813596-7（日閱堂）

有深桃紅及藍色封面兩款設計（設計師為Henry Ho 何啟亨）
- 《前女友》發售日期：2013年1月、ISBN 978-988-820620-6（明報）與少爺占合著
- 《原來戀愛7》發售日期：2013年2月、ISBN 978-988-820633-9（明報）
- 《嘴巴說不要, 身體還是誠實的。》發售日期:2013、ISBN 978-988-8206-93-3（日閱堂）
- 《傷悲桑比 = Zombie Zombie 》發售日期:2013、ISBN 978-988-8207-26-8（日閱堂）
- 《對, 我再犯賤 : 超過101條明知故犯的愛情問題 》發售日期:2013、ISBN 978-988-8207-12-1（日閱堂）
- 《原來戀愛8》發售日期:2013、ISBN 978-988-8207-55-8（日閱堂）
- 《恐怖愛情》發售日期:2013、ISBN 978-988-8207-69-5（日閱堂）
- 《靈魂交換》發售日期:2013、ISBN 978-988-8207-15-2 /(Cult 1+1)  王貽興, 伊維特[著].
- 《原來我沒有生活》發售日期:2013、ISBN 978-988-8206-52-0（日閱堂）
- 《血狼叛武. 卷1 》發售日期:2013/ 、ISBN 978-988-8207-16-9(Cult 1+1)黃知勇故事 ; 王貽興作品.
- 《媚整形小姐》發售日期:2013、ISBN 978-988-8207-02-2(Cult 1+1) [蘇花作 ; 王貽興, 少爺占監修].
- 《原來戀愛. 9》發售日期:2014、ISBN  978-988-8207-94-7（日閱堂）
- 《誰說小三不辛苦》發售日期:2014、ISBN  978-988-8287-75-8（日閱堂）
- 《原來戀愛. 10》發售日期:2014 、ISBN 978-988-8287-77-2（日閱堂）
- 《冬天日和》發售日期:2014 、ISBN 978-988-8287-04-8（日閱堂）
- 《原來我沒有生活. 2 》發售日期:2014、ISBN  978-988-8287-76-5（日閱堂）
- 《還好我們當時沒有在一起》發售日期:2014 、ISBN 978-988-8288-12-0（日閱堂）
- 《原來戀愛. 11》發售日期:2015 、ISBN 978-988-8288-49-6（日閱堂）
- 《原來戀愛. 12》發售日期:2015、ISBN  978-988-8337-03-3（日閱堂）
- 《原來我沒有生活. 3 》發售日期:2015、ISBN  978-988-8288-69-4（日閱堂）
- 《柴子》發售日期：2015年7月、ISBN 978-988-833702-6（日閱堂）
- 《厭倦愛情》發售日期:2015、ISBN 978-988-8337-58-3（日閱堂）
- 《愛情真相》發售日期:2016、ISBN 978-988-8338-71-9（日閱堂）
- 《然後就累了》發售日期：2016年6月3日、ISBN 978-988-833790-3（日閱堂）
- 《如何回到當時》發售日期：2016 、ISBN 978-988-8338-36-8（日閱堂）
- 《多餘的存在》發售日期：2016、ISBN 978-988-8338-97-9（日閱堂）
- 《哀悼愛情》發售日期：2017	、ISBN 978-988-8444-84-7（日閱堂）
- 《人總需要勇敢生存》發售日期：2017、ISBN 978-988-8444-83-0（日閱堂）
- 《回不了去》發售日期：2018 、ISBN 978-988-8525-04-1（日閱堂）
- 《只是暫時不想戀愛》發售日期：2018 、ISBN 978-988-8525-00-3（日閱堂）
- 《留下的理由》發售日期：2019 、ISBN 978-988-8526-76-5（日閱堂）
- 《習慣一個人》發售日期：2019、ISBN 978-988-8526-72-7（日閱堂）
- 《亂世愛情 》發售日期：2020、ISBN 978-988-8525-21-8（日閱堂）
- 《至黑之夜. 1 》發售日期：2020、ISBN 978-988-8526-59-8（日閱堂）
- 《至黑之夜. 2 》發售日期：2020、ISBN 978-988-8526-63-5（日閱堂）

### 改編作品
火鳳燎原外傳小說系列
- 《火鳳燎原外傳小說‧壹‧翼德》2010年7月（東立出版社）
- 《火鳳燎原外傳小說‧貳‧奉先》2010年10月（東立出版社）
- 《火鳳燎原外傳小說‧叁‧殘兵》2011年1月（東立出版社）
- 《火鳳燎原外傳小說‧肆‧伯符》2011年5月（東立出版社）
- 《火鳳燎原外傳小說‧伍‧小孟》2011年7月（東立出版社）
- 《火鳳燎原外傳小說‧陸‧袁方（上、下）》2011年12月（東立出版社）
- 《火鳳燎原外傳小說‧柒‧敗將》2012年5月（東立出版社）
- 《火鳳燎原外傳小說‧捌‧奉孝》2012年7月（東立出版社）
- 《火鳳燎原外傳小說‧玖‧黃巾》2013年7月（東立出版社）

## 演出作品

### 電視劇
| 首播        | 劇名     | 角色             |
|             |          |                  |
| ViuTV       |          |                  |
| 2018年      | VR驅魔人 | 皮蛋王           |
| 2020年      | 黑巿     | 莊醫生（第14集） |
| 2020年      | 黑巿     | 輝（第16集）     |
| Astro華麗台 |          |                  |
| 2018年      | 陽關道   | 何 非            |

### 綜藝節目
| 首播       | 節目名                   | 備註                                  |
|            |                          |                                       |
| 翡翠台     |                          |                                       |
| 2014年     | 萬千星輝賀台慶           | 嘉賓                                  |
| 2015年     | 民峰而至                 | 第20集嘉賓                            |
| 2015年     | 香港小姐競選             | 嘉賓                                  |
| 2016年     | Do姐有問題               | 第19集嘉賓                            |
| myTV SUPER |                          |                                       |
| 2016年     | 男人食堂                 | 6月18日、演出短劇                     |
| ViuTV      |                          |                                       |
| 2017年     | Interviu                 | 第41集嘉賓                            |
| 2018年     | Good Night Show 全民星戰 | 第7集嘉賓                             |
| HKonlineTV |                          |                                       |
| 2016年     | 迫佢埋牆                 | 《王貽興 敏感關係》                   |
| 2016年     | 迫佢埋牆                 | 《迫王貽興埋牆 - 我今日有咩唔同呀？》 |
| 2017年     | 迫佢埋牆                 | 《迫王貽興埋牆 - 我的回憶不是我的？》 |

### 主持節目
| 首播          | 節目名                  | 備註                                                                          |
|               |                         |                                                                               |
| 翡翠台        |                         |                                                                               |
| 2006年        | 最緊要正字              | 與徐淑敏及沈卓盈合作                                                          |
| 2007年        | 一網打盡                | 與梁慧思合作                                                                  |
| 2007年        | 謎                      | 與鄭少秋及呂慧儀合作                                                          |
| 2007年        | 最緊要進步              | 與沈卓盈合作                                                                  |
| 2007年        | 萬千星輝賀台慶          | 與汪明荃、鄭裕玲、曾志偉、陳百祥、丘凱敏、 陳敏之、崔建邦、鄧健泓及葉翠翠合作 |
| 2008年        | 香港筆跡                |                                                                               |
| 2014年        | 我要做老闆              | 與森美合作                                                                    |
| 2014年        | 西遊記・講呢啲          | 第16 - 20集                                                                   |
| 2014年        | 香港人漂流記            |                                                                               |
| 2015年        | 宜室宜居有辦法          | 第六輯、與錢嘉樂、林盛斌、林子博、呂慧儀及 高海寧合作                         |
| 2016年        | 星星探親團              | 第14集 （日本東京篇）                                                         |
| J2台          |                         |                                                                               |
| 2015年        | 新文青時代              | 與張紋嘉及何思諺合作                                                          |
| 本港台        |                         |                                                                               |
| 2011年        | 11點後特區              | 與梁慧恩合作                                                                  |
| 叱吒903       |                         |                                                                               |
| 2006 - 2007年 | 交換日記                |                                                                               |
| 2008 - 2009年 | 嘩嘩嘩打到嚟！2008      | 與吳君如及阮子健合作                                                          |
| 2012 - 年     | 讀賣SUNDAY              | 與少爺占合作                                                                  |
| 2012 - 年     | 口水多過浪花            | 暫代主持                                                                      |
| Teen Power    |                         |                                                                               |
| 2004年        | 戀愛二人前              | 與唐詩詠合作                                                                  |
| 2004年        | 文字影院                | 第1輯、與深雪合作                                                             |
| 香港電台      |                         |                                                                               |
| 2005年        | 藝行四方                |                                                                               |
| ViuTV         |                         |                                                                               |
| 2017年        | 晚吹                    | 節目環節：《書到用時》 與 Sunny Lau 合作                                      |
| 2018年        | 闔家學術常識問答比賽 II | 與朱薰合作                                                                    |
| 香港開電視    |                         |                                                                               |
| 2019年        | 男士堂                  | 與黃心美合作                                                                  |

### 電影
| 首映   | 電影名 | 角色 |
| 2007年 | 夢想家 |      |
| 2008年 | 未央歌 |      |

### 微電影
- 2016年：《迫王貽興埋牆》 - 矛盾只因去旅行

### 歌曲
- 2007年：《潛水艇》（《CASH流行曲創作大賽》參賽歌曲）
- 2018年：《We Are 驅魔人》（《VR驅魔人》主題曲；作詞）

### 音樂錄像
- 2007年：謝安琪《鍾無艷》（TVB 版本）

### 其他
- 2014年9月11日：《100毛》第79期

### 廣告
| 年份   | 產品                                                                   |
| 2009年 | 日本命力「王貽興教你選擇最優質補腦護目產品」                           |
| 2012年 | Silk'n「Flash & Go 宅光永久脫毛機」                                    |
| 2015年 | 瑞士天梭表「杜魯爾腕錶 - 「港．街．情」 × 王貽興」                     |
| 2016年 | 中國建設銀行「王貽興話您知今年「擦」咩最有 so」                        |
| 2016年 | 中國建設銀行（亞洲）「擦擦卡有獎遊戲第2擊 - 王貽興有擦擦卡後遺症？！」 |
| 2017年 | 必妥碘「檸蜜味喉糖、喉嚨噴霧 - 喉痛專家」                              |
| 2017年 | 康宏金融集團一站式金融服務平台「選擇の怪奇現象」                       |
| 2017年 | 三星「Galaxy S8、Galaxy S8+ - 男友血淚史（四）」                       |
| 2017年 | 港鐵「才子 Guide 人鐵路遊 - 歐洲篇：欣賞 Stockholm Metro 車站藝術」    |
| 2017年 | 必妥碘「喉嚨噴霧 - 喉嚨「瀨瀨」哋 難我唔到」                           |
| 2017年 | 港鐵「才子 Guide 人鐵路遊 - 歐洲篇：坐 Commuter Rail 做一日瑞典人」    |
| 2017年 | 港鐵「才子 Guide 人鐵路遊 - 歐洲篇：MTR Express 帶你玩盡哥德堡」       |
| 2017年 | 港鐵「才子 Guide 人鐵路遊 - 歐洲篇：鐵路遊東倫敦至 In 熱點」           |

## 曾獲獎項與提名
| 年份          | 獎項                                                                                      | 結果 |
| 2000年        | 中大文學節2000徵文比賽散文組亞軍                                                          | 獲獎 |
| 2000年        | 香港中文大學新詩徵文比賽季軍                                                              | 獲獎 |
| 2001年        | 第27屆青年文學獎小小說高級組亞及季軍                                                      | 獲獎 |
| 2002年        | 2002年市政局文學獎小說組優異                                                              | 獲獎 |
| 2001 - 2002年 | 香港中文文學雙年獎小說組                                                                  | 獲獎 |
| 2003年        | 第29屆青年文學獎小說高級組冠軍及優異獎                                                    | 獲獎 |
| 2003年        | 第29屆青年文學獎小小說高級組優異及推薦發表                                                | 獲獎 |
| 2018年        | 2018香港電視大獎「導演獎（迷你劇、單元劇、特別劇、網絡劇） - 《陽關道》（與 Sunny Lau）」 | 提名 |
| 2018年        | 2018香港電視大獎「節目主持人獎 - 《闔家學術常識問答比賽II》（與朱薰）」                   | 提名 |

## 外部連結
- 王貽興的新浪微博
- 王貽興的Facebook專頁
- 王貽興的Instagram帳戶
- 王貽興網誌 （页面存档备份，存于）
- 王貽興網站
- 王貽興｜DJ主持｜商業電台881903.com （页面存档备份，存于）